# Esma Sultan (figlia di Abdülhamid I)
Esma Sultan (turco ottomano: اسما سلطان, lett. "regalità"; Istanbul, 17 luglio 1778 – Istanbul, 4 giugno 1848) è stata una principessa ottomana, figlia del sultano Abdülhamid I e della consorte Ayşe Sineperver Kadın, sorella del sultano Mustafa IV e sorellastra del sultano Mahmud II. Era nota anche come Küçük Esma, ovvero Esma la minore.

## Origini
Esma Sultan nacque il 17 luglio 1778 a Istanbul, nel Palazzo Topkapi. Suo padre era il sultano ottomano Abdulhamid I e sua madre la consorte Ayşe Sineperver Kadin. Alla nascita venne soprannominata Küçük Esma (Esma la minore) per distinguerla dalla zia Büyük Esma (Esma la maggiore). Oltre ai suoi fratellastri e sorellastre, aveva un fratello maggiore, Şehzade Ahmed, un fratello minore, Mustafa IV, e una sorella minore, Fatma Sultan. 
Nel 1789 suo padre morì e lei, insieme a sua madre, alle altre consorti e alle sorellastre, venne confinata nel Palazzo Vecchio fino al suo matrimonio. Durante questo periodo occupò il suo tempo con la lettura, la musica e l'educazione fornitale dalle donne del palazzo. 

## Matrimonio
Il 29 maggio 1792 Esma fu promessa in sposa a  Küçük Hüseyin Pascià da suo cugino Selim III. Huseyn era Kapudan della flotta ottomana e aveva prestato servizio come tutore per Şehzade Mehmed, fratellastro di Selim morto infante. Subito dopo il fidanzamento, una ribellione nelle Isole Egee obbligò Hüseyn a lasciare Istanbul e il matrimonio venne posticipato. Lo sposo tornò il 29 settembre e il matrimonio si tenne il 19 dicembre 1792. Venne loro assegnata come residenza il Palazzo Yeşil a Divanyolu. Mihrisah Sultan, madre di Selim, inviò doni per le nozze: 707 diamanti, di cui uno tagliato a rosetta di medie dimensioni, un lampadario con rubini e diamanti, 18 cuscini viennesi, 3 tappeti polacchi e 3 materassi di lusso. I due non ebbero figli.  
Esma, ritenuta molto bella e vivace, e suo marito erano socialmente attivi, organizzavano continuamente feste ed Esma si guadagnò la brutta reputazione di civettare in maniera scandalosa con gli ospiti. Nel 1797, Hüseyn venne inviato a Vidin per giustiziare Pasvantoğlu Osman, che si era ribellato a Selim, ma la campagna fallì e lui fu perdonato. In seguito partecipò alla fallimentare guerra contro Napoleone in Egitto. 
Esma rimase vedova l'8 dicembre 1803, a 25 anni, e scelse di non risposarsi più.

## Vedovanza
Anche dopo essere rimasta vedova, Esma continuò il suo stile di vita mondano. Il favore di Mahmud le garantì un grado di libertà mai concesso prima a una principessa.   
Era il centro della vita sociale di Istanbul e ispirava continuamente nuove mode. Ogni sera offriva concerti nel suo palazzo, che potevano essere ascoltati anche da barche sul Bosforo. Lo stesso figlio del Re francese Luigi Filippo, in visita, rimase affascinato dalla principessa. Le sue feste erano note per la continua presenza di ragazzi giovani e belli, e per i comportamenti per l'epoca sconvenienti. Malgrado occasionalmente Mahmud II facesse giustiziare alcuni dei ballerini o dei servi di Esma, amava troppo la sorella per imporle alcun limite.   
Ammiratrice della moda europea, se ne fece promotrice fra le donne dell'élite ottomana, che ne imitavano abiti e gioielli, e obbligava tutti nel suo palazzo a vestire all'europea. Tuttavia, Julia Pardoe, una scrittrice inglese che fu sua ospite, insinuò che, anche se Esma e le sue ancelle non se ne rendevano conto, il loro concetto di "stile europeo" era piuttosto caricaturale rispetto alla realtà. Oltre agli abiti, ristrutturò i suoi palazzi perché fossero decorati e arredati in stile europeo e inglese.   
Faceva spesso scampagnate fuori dalla capitale e aveva la brutta fama di avere giovani amanti che faceva rapire dalle strade per poi avvelenarli la mattina dopo e farli seppellire in segreto così che non la denunciassero al sultano. 

## Figli
Esma non ebbe figli dal suo matrimonio. 
Dopo essere rimasta vedova, adottò due bambine:
- Rahime Perestu Hamin. Esma la adottò dai suoi genitori biologici quando la bambina aveva circa un anno e le diede il nome Perestu. Di origini circasse, era nota per la sua straordinaria bellezza, i suoi capelli biondi e le sue materie raffinate. Venne cresciuta e trattata in tutto e per tutto come una "Hanimsultan" di sangue (il titolo riservato alle figlie delle principesse), cosa all'epoca non scontata. In seguito il nipote di Esma Abdulmecid I se ne innamorò e chiese la sua mano, cosa che Esma inizialmente rifiutò perché voleva che la figlia divenisse una moglie legale e non una concubina. Adbulmecid allora si offrì di sposarla legalmente e Esma accettò e la diede in moglie col titolo di Rahime Perestu Kadin[8][9]. Fu madre adottiva di Abdulhamid II.
- Nazif Hanim. Esma la adottò neonata, dopo che sua madre era morta[10].

Oltre a queste, nella casa di Esma vennero educate, fra le altre, anche la futura Bezmialem Kadin, che divenne consorte del fratellastro di Esma, Mahmud II e la madre di Abdulmecid I, Zernigar Kadın e Hüsnimelek Hanim, che divennero anche loro consorti di Mahmud II, oltre ad alcune consorti di Abdülmecid I, come Servetseza Kadin e Tirimüjgan Kadın. Tuttavia, queste non erano considerate figlie, ma solo ragazze che venivano educate per l'harem da nobili donne ottomane com'era costume. 

## Ruolo politico
Esma era politicamente attiva. Prese parte alla rivolta di Kabakçı, che detronizzò Selim III a favore di Mustafa IV, fratello minore di Esma, e si dice che ebbe parte allo stesso omicidio di Selim. Tuttavia, un anno dopo, Mustafa IV fu detronizzato a favore di Mahmud II, suo fratellastro minore. Esma, insieme alla sua sorellastra Hibetullah Sultan, complottò per rimettere Mustafa IV suo trono. Riuscì a istigare una ribellione di giannizzeri, che considerarono persino di mettere sul trono lei stessa dopo che Mustafa venne ucciso, ma la ribellione fu sedata e lei e Hibetullah, scoperte, furono poste agli arresti domiciliari, impossibilitate a comunicare con l'esterno e fra loro. Tuttavia, mentre Hibetullah venne sorvegliata a vita, Esma venne perdonata e, infine, divenne la sorella prediletta e la principale consigliera di Mahmud, che la visitava spesso per chiederle consiglio su questioni di Stato. 

## Proprietà
Mahmud la rese una donna ricca: oltre ad assegnarle le proprietà e le rendite di sua madre Sineperver e sua zia Esma Sultan quando queste morirono, le assegnò i palazzi di Eyüp, Maçka e Tirnakçı. Possedeva terre a Creta, Kemer, Edremit e Biga, un palazzo sul lungomare, il palazzo Hançerli Sultan, e un palazzo a Ortaköy, il Palazzo Esma Sultan. Aveva altri palazzi, attività e terre sparse per l'Impero. Suo nipote Abdulaziz nacque in uno dei suoi palazzi, e Esma donò il Palazzo Esma Sultan a sua figlia, anche lei chiamata Esma in suo onore, e Mahmud II morì nel suo palazzo. Esma ospitò anche la signorina Julia Pardoe, viaggiatrice e scrittrice inglese, che scrisse di lei nei suoi diari. 
Esma ammirava la società occidentale, in particolare l'Inghilterra, e i suoi palazzi erano decorati e arredati alla maniera europea. 

## Morte
Esma Sultan morì in uno dei suoi palazzi il 4 giugno 1848. Venne sepolta nel mausoleo Mahmud II. 
Le sue proprietà vennero assegnate ad Adile Sultan, figlia di Mahmud II, e poi alla figlia di questa, Hayriye Hanimsultan. 

## Cultura popolare
- Nella serie tv storica turca del 2018 Kalbimin Sultanı, Esma è interpretata dall'attrice turca Emel Çölgeçen.